# 시장 이상현상
금융시장에서 시장 이상현상(市場異常現象, 영어: market anomaly), 시장 이례현상(市場異例現象)은 주로 위험 기반의 자산가격 이론들과 자산 가격의 예측성이 일관적이지 않음을 의미한다. 자본자산 가격결정 모형과 파마-프렌치 3요인 모형 등이 이러한 이상현상에 대한 벤치마킹 모형으로 이용되기도 하나, 상정할 모형이 학술적으로 통일되지 않았기 때문에 이상현상은 주로 수익률 예측치(return predictors)로서 언급된다.
이러한 이상현상을 설명하는 주요 요소로는 잘못된 가격 결정(가격오류현상, mispricing), 측정되지 않은 위험, 차익거래 제한(limits to arbitrage)과 선택 편향이 꼽힌다.